# منتخب ليبيريا لكرة القدم للسيدات
منتخب ليبيريا لكرة القدم للسيدات (بالإنجليزية: Liberia women's national football team)‏ هو ممثل ليبيريا الرسمي في المنافسات الدولية في كرة القدم للسيدات، يديريه اتحاد ليبيريا لكرة القدم.